# أدملسون إستالين دياز باروس
أدملسون إستالين دياز باروس (بالبرتغالية: Gegé‏) (مواليد 24 فبراير 1988)، يشتهر بـجيجي، هو لاعب كرة قدم من الرأس الأخضر لعب سابقاً في نادي الفيحاء .

## وصلات خارجية
- إحصائيات ومعلومات اللاعب على Zerozero
- إحصائيات اللاعب على ForaDeJogo
- أدملسون إستالين دياز باروس على موقع قاعدة بيانات كرة القدم.إي يو (الإنجليزية)
- أدملسون إستالين دياز باروس على موقع ناشيونال فوتبول تيمز (الإنجليزية)
- أدملسون إستالين دياز باروس على موقع Soccerway.com (الإنجليزية)
- أدملسون إستالين دياز باروس على موقع AS.com (الإسبانية)
- صفحة اللاعب على سوكر واي